# Piazza Meskel
Piazza Meskel (in amarico: መስቀል አደባባይ, Meskel adebabay, a volte traslitterato Meskal o Mesqel) è una grande piazza situata nel centro di Addis Abeba, in Etiopia; circondata sul lato sud da un semi-anfiteatro, è utilizzata per manifestazioni pubbliche e importanti feste religiose, tra cui l'annuale Meskel Festival.

## Storia
Il terreno su cui sorge l'odierna grande piazza apparteneva intorno al 1900 al nobile Ras Biru, imparentato con l'imperatore Menelik II.
Durante il periodo coloniale italiano, fu tracciato l'ampio viale Imperiale, in seguito ribattezzato Menelik II Avenue, per collegare il Grande Ghebbi a nord con la via per Dessiè a sud, in corrispondenza della futura piazza.
All'incrocio tra le due strade, nel 1958 l'imperatore Hailé Selassié fece costruire la chiesa di Santo Stefano; tre anni dopo si svolse per la prima volta nello spiazzo, intitolato Estifanos Square, il Meskel Festival, antichissima festa religiosa accompagnata dall'accensione di un grande falò da parte dell'imperatore, alla presenza di tutte le più alte cariche del governo e della Chiesa ortodossa copta.
La partecipazione di un sempre maggior numero di persone alle celebrazioni sacre e ad altre manifestazioni pubbliche comportò fin da subito una prima serie di ampliamenti del piazzale, che nel 1963 fu ribattezzato Meskel Square in onore dell'importante festa.
In seguito al colpo di Stato che nel 1974 portò al potere la giunta militare comunista del Derg, la piazza fu rinominata Abiyot, o piazza della Rivoluzione, e fu scelta come sede per le cerimonie e le parate militari; per questo il governo incaricò l'architetto ungherese Charles K. Polonyi del progetto di ampliamento della piazza, sul cui lato sud fu costruito un ampio semi-anfiteatro da cui, dietro una prima fila di posti a sedere destinati agli ufficiali governativi, le persone in piedi potessero assistere alle parate; in cima alla gradinata furono eretti tre giganteschi ritratti di Karl Marx, Menghistu Hailè Mariàm e Lenin. La cerimonia di inaugurazione si svolse il 12 settembre del 1975 in occasione della festa della rivoluzione del Derg.
Negli anni seguenti il Meskel Festival fu spostato in un altro luogo.
Dopo la caduta del regime militare nel 1992, la piazza fu ribattezzata nuovamente Meskel Square e tornò a ospitare l'annuale festa religiosa, oltre alle manifestazioni politiche, ai comizi elettorali, alle cerimonie culturali, ai concerti e ad altri eventi pubblici.

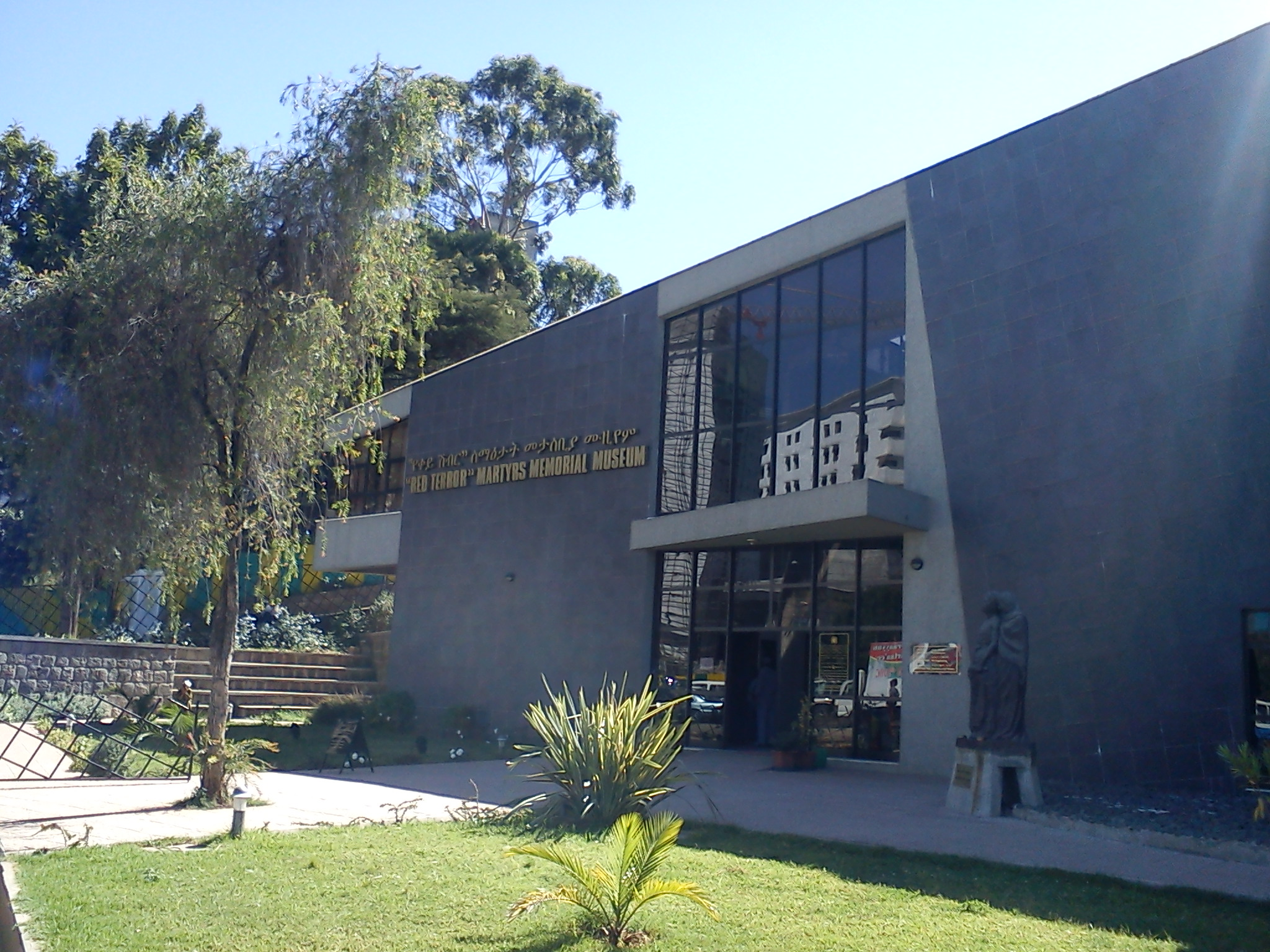
Museo memoriale dei martiri del Terrore rosso

Nel 2010 fu inaugurato in un nuovo edificio costruito sul margine sud della piazza il museo memoriale dei martiri del Terrore rosso; il sito fu scelto in quanto corrispondente al punto da cui il 17 aprile del 1977, durante un raduno, Menghistu Hailè Mariàm tenne un drammatico e simbolico discorso in cui annunciò ufficialmente l'inizio della campagna del Terrore rosso.

## Descrizione
La piazza di forma semi-ellittica si estende su una superficie di 47790 m² ed è delimitata sul lato nord da una strada lunga 50 m. Per via della mancanza di semafori negli incroci e del notevole traffico di percorrenza, è considerata una delle strade più caotiche del mondo.
Sul fianco sud si eleva fino a un'altezza di 6,7 m il semi-anfiteatro in terra battuta. Le gradinate, oltre a ospitare gli spettatori in piedi delle parate e delle cerimonie, sono utilizzate quotidianamente come pista di atletica da numerosi cittadini, che vi si ritrovano ogni mattina all'alba. Per questo motivo, lo spazio è considerato il più vasto campo sportivo dell'intero Paese.

## Meskel Festival

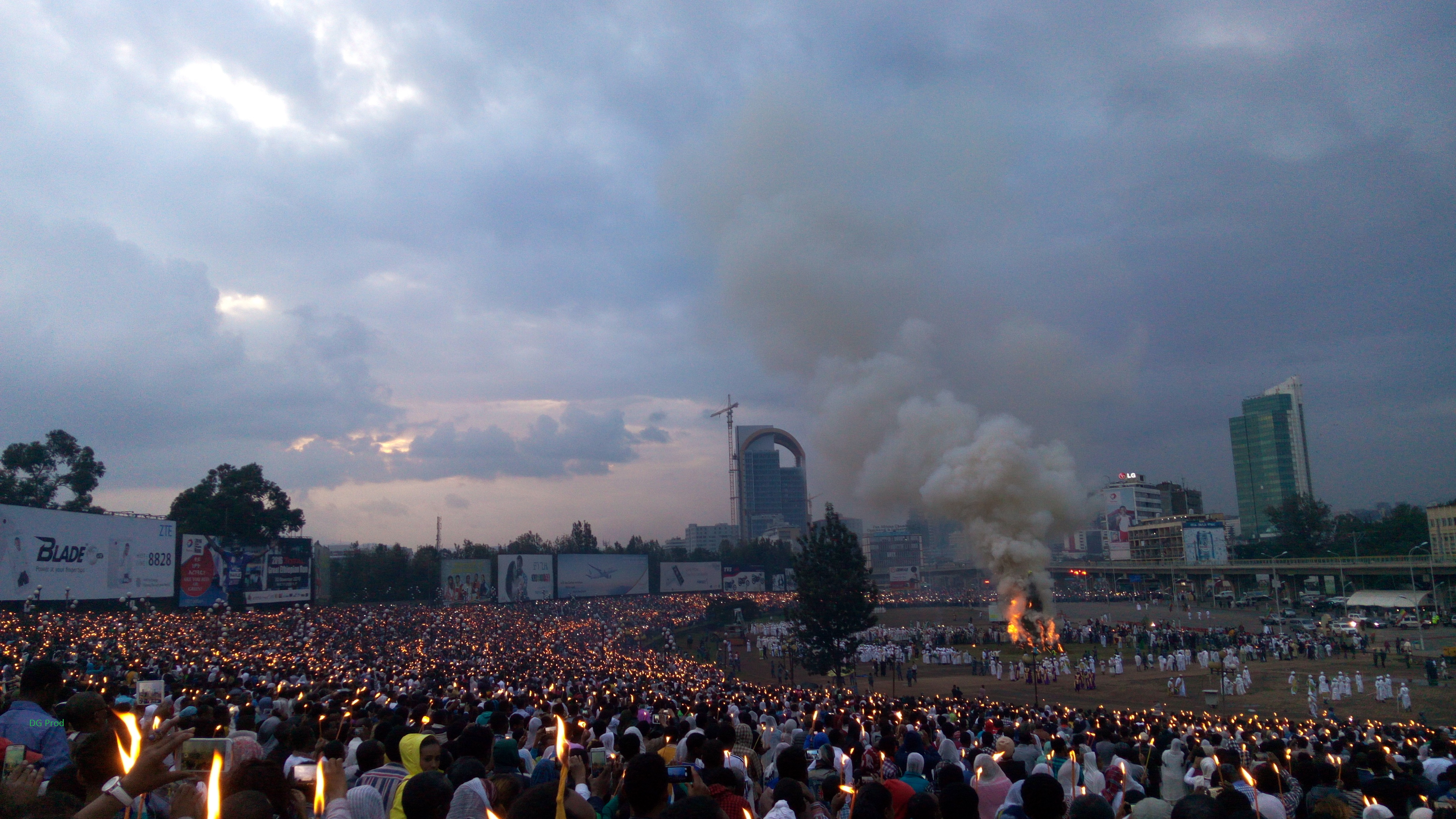
Meskel Festival

La più importante manifestazione che ha sede nella piazza è il Meskel Festival, che vi si svolge ogni anno per due giorni a partire dal 16 Meskerem del calendario etiopico, corrispondente al 26 settembre del calendario gregoriano.
La grande festa religiosa, celebrata anche nelle altre città dell'Etiopia, commemora il rinvenimento della croce (o Meskel in amarico) su cui fu crocifisso Gesù Cristo; secondo la tradizione la scoperta sarebbe avvenuta nel 326 a Gerusalemme, da parte della madre dell'imperatore romano Costantino I, Flavia Giulia Elena, che vi sarebbe stata indirizzata dall'odore di fumo causato da un fuoco acceso proprio sul luogo di sepoltura della reliquia. Un frammento della Vera Croce sarebbe conservato dal Medioevo nel monastero di Gishen Mariam, a nord-ovest della città di Dessiè.
Per questo ogni anno il giorno 26, detto Demera, viene allestito al centro della piazza un falò a forma di piramide, su cui è collocata una croce di margherite gialle Meskel; nel pomeriggio si svolgono le processioni sacre e un gruppo di sacerdoti si raccoglie attorno al falò, che viene acceso tra canti e balli.
Il giorno successivo, detto Meskel, i fedeli, dopo un ricco pranzo festivo nelle proprie abitazioni, si recano nella piazza e con le ceneri del falò si tracciano delle croci sulla fronte.